# Julija Antipova
Julija Antipova (in russo Юлия Антипова?; traslitterazione anglosassone Yuliya Antipova; Leningrado, 14 luglio 1966) è un'ex slittinista sovietica.
Dopo la dissoluzione dell'Unione Sovietica (1991) ha acquisito la cittadinanza russa.

## Biografia
Iniziò a gareggiare per la nazionale sovietica nelle varie categorie giovanili nella specialità del singolo, senza però ottenere risultati di particolare rilievo.
A livello assoluto esordì in Coppa del Mondo nella stagione 1987/88, conquistò il primo podio, nonché la prima vittoria, il 13 dicembre 1987 nel singolo a Sarajevo. In totale trionfò in quattro tappe di coppa e vinse per due volte la classifica generale nella specialità del singolo: nel 1987/88 e nel 1989/90.
Partecipò ad una edizione dei Giochi olimpici invernali, a Calgary 1988, occasione in cui giunse al quinto posto nel singolo.
Prese parte altresì a quattro edizioni dei campionati mondiali, aggiudicandosi una medaglia d'argento nel singolo, a Calgary 1990, e due di bronzo nella gara a squadre, a Winterberg 1989 e nella manifestazione canadese dell'anno successivo. Nelle rassegne continentali non riuscì ad andare oltre la settima piazza nelle prove individuali ed al quarto posto in quelle a squadre.
Si ritirò dalle competizioni al termine della stagione 1990/91, a soli 25 anni e prima di dover assistere alla scomparsa della nazionale sovietica a seguito delle proclamazioni di indipendenza delle varie repubbliche che formavano l'Unione.

## Palmarès

### Mondiali
- 3 medaglie:
  - 1 argento (singolo a Calgary 1990);
  - 2 bronzi (gara a squadre a Winterberg 1989; gara a squadre a Calgary 1990).

### Coppa del Mondo
- Vincitrice della Coppa del Mondo nella specialità del singolo nel 1987/88 e nel 1989/90.
- 15 podi (tutti nel singolo):
  - 4 vittorie;
  - 5 secondi posti;
  - 6 terzi posti.

#### Coppa del Mondo - vittorie
| Data             | Luogo    | Paese            | Disciplina |
| ---------------- | -------- | ---------------- | ---------- |
| 13 dicembre 1987 | Sarajevo | Jugoslavia       | Singolo    |
| 20 dicembre 1987 | Igls     | Austria          | Singolo    |
| 18 dicembre 1988 | Igls     | Austria          | Singolo    |
| 23 dicembre 1989 | Sigulda  | Unione Sovietica | Singolo    |